# Melodifestivalen 1987

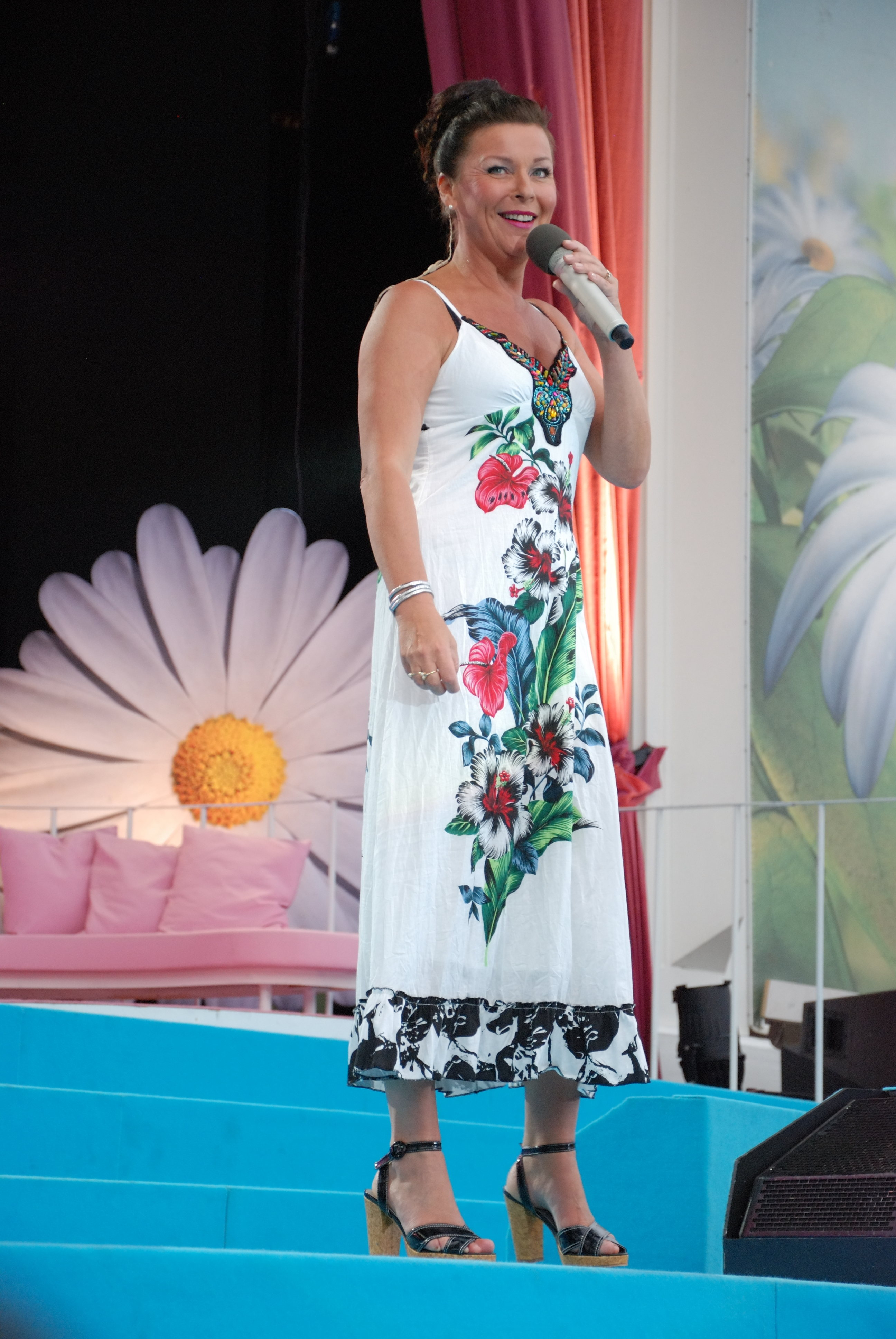
Lotta Engberg

La edición del Melodifestivalen de 1987 tuvo lugar el 21 de febrero en el Lisebergshall de Gotemburgo. Fredrik Belfrage fue el presentador, acompañado de Curt-Eric Holmqvist en la labor de director de orquesta.
Ésta fue una de las ediciones más competidas de la historia del certamen, en la que partían como favoritos en distintos medios Arja Saijonmaa, Lena Philipsson, Sound of Music y Style. Canciones como “Dansa I Neon” o “Högt Över Havet” forman ya gran parte de la historia del Melodifestivalen.
Pero finalmente y por un solo punto, el triunfo fue para "Fyra bugg och en coca cola" ("Cuatro chiles y una cocacola") de Lotta Engberg, que tras su victoria en la preselección nacional, cambiaría el título de su tema a "Boogaloo" (ya que no estaba permitida la participación de canciones con alusiones comerciales en Eurovisión).
| Nr. | Artista                        | Canción                    | Texto/Música                                         | Puntos | Posición |
| --- | ------------------------------ | -------------------------- | ---------------------------------------------------- | ------ | -------- |
| 1   | Sound of Music                 | Alexandra                  | Peter Grönvall, Angelique Widengren, Nanne Nordqvist | 44     | 4        |
| 2   | Annica Jönsson                 | Nya illusioner             | Mikael Wendt y Christer Lundh                        | -      | -        |
| 3   | Cyndee Peters                  | När morgonstjärnan brinner | Bobby Ljunggren, Håkan Almqvist y Ingela Forsman     | 46     | 3        |
| 4   | Paul Sahlin och Anne Kihlström | Ung och evig               | Paul Sahlin y Alf Brink                              | -      | -        |
| 5   | Jan-Eric Karlzon               | Flyktingen                 | Jan-Eric Karlzon y Kenth Larsson                     | -      | -        |
| 6   | Baden-Baden                    | Leva livet                 | Anders Nylander y Margareta Karlsson                 | -      | -        |
| 7   | Arja Saijonmaa                 | Högt över havet            | Lasse Holm                                           | 58     | 2        |
| 8   | Robert Wells                   | Sommarnatt                 | Göran Folkestad y Jan-Olov Ståhl                     | -      | -        |
| 9   | Style                          | Hand i hand                | Christer Sandelin y Tommy Ekman                      | 29     | 6        |
| 10  | Lena Philipsson                | Dansa i neon               | Tim Norell, Peo Thyrén y Ola Håkansson               | 43     | 5        |
| 11  | Anna Book                      | Det finns en morgondag     | Jan Askelind y Ingela Forsman                        | -      | -        |
| 12  | Lotta Engberg                  | Fyra Bugg & en Coca Cola   | Mikael Wendt y Christer Lundh                        | 59     | 1        |

## Sistema de Votación
| Artista        | 15-20 | 20-25 | 25-30 | 30-35 | 35-40 | 40-45 | 45-50 | 50-55 | 55-60 | Total | Posición |
| -------------- | ----- | ----- | ----- | ----- | ----- | ----- | ----- | ----- | ----- | ----- | -------- |
| Sound of Music | 10    | 1     | 10    | 6     | 8     | 4     | 2     | 1     | 2     | 44    | 4        |
| Cyndee Peters  | 6     | 10    | 4     | 4     | 1     | 1     | 8     | 6     | 6     | 46    | 3        |
| Arja Saijonmaa | 8     | 2     | 2     | 8     | 6     | 8     | 10    | 10    | 4     | 58    | 2        |
| Style          | 1     | 8     | 1     | 2     | 2     | 6     | 4     | 4     | 1     | 29    | 6        |
| Lena Ph.       | 4     | 4     | 8     | 10    | 4     | 2     | 1     | 2     | 8     | 43    | 5        |
| Lotta Engberg  | 2     | 6     | 6     | 1     | 10    | 10    | 6     | 8     | 10    | 59    | 1        |